# Hypocolius
Hypocolius is een geslacht van zangvogels uit de familie Hypocoliidae.

## Soorten
Het geslacht kent de volgende soort:
- Hypocolius ampelinus – Zijdestaart